# Rousínovec
Rousínovec, bis 1921 Starý Rousínov (deutsch Alt Raußnitz) ist ein Ortsteil von Rousínov in Tschechien. Er liegt einen Kilometer südlich von Rousínov und gehört zum Okres Vyškov.

## Geographie
Das Angerdorf Rousínovec befindet sich linksseitig des Flüsschens Rakovec am Fuße der westlichsten Ausläufer der Litenčické vrchy in der Vyškovská brázda (Wischauer Tor). Östlich erheben sich die Malé Strany (312 m), südöstlich der Kroužecký kopec (349 m) und im Süden der Urban (360 m). Südöstlich des Ortes führt die Autobahn D 1 vorbei; die nächste Abfahrt 216 Rousínov liegt einen knappen Kilometer südlich. Westlich des Dorfes liegt der Bahnhof Rousínov.
Nachbarorte sind Rousínov im Norden, Čechyně im Nordosten, Kroužek im Osten, Kroužecký Dvůr, Lutršték und Němčany im Südosten, Slavkov u Brna im Süden, Velešovice im Südwesten sowie Slavíkovice im Westen.

## Geschichte

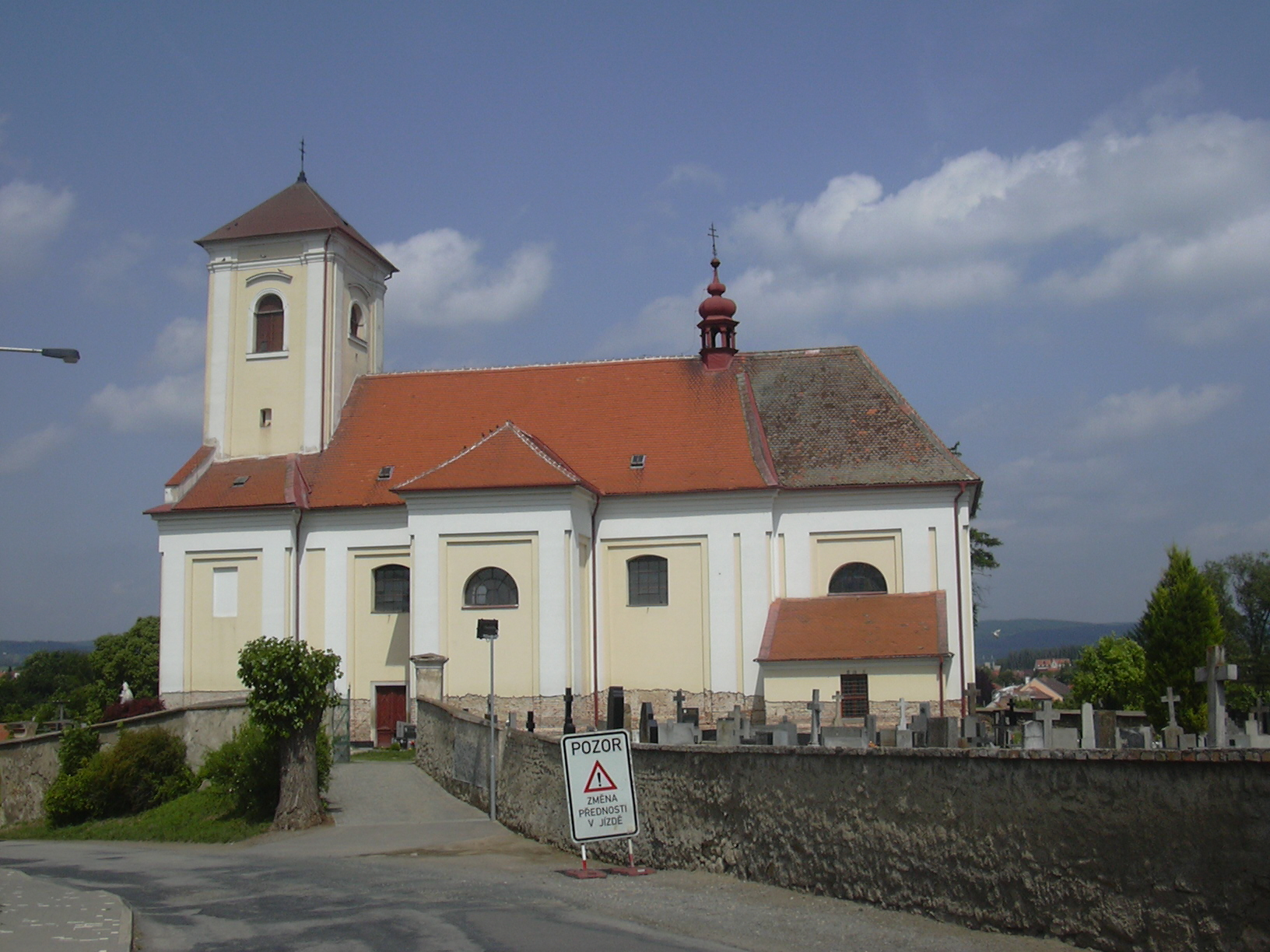
Pfarrkirche St. Wenzel

Die erste schriftliche Erwähnung des Ortes erfolgte 1222, als in einer Urkunde Vladislav Heinrichs und Ottokar I. Přemysls ein Petrus de Russinow als Zeuge aufgeführt wurde. Später entstand nördlich des Dorfes an der Handelsstraße von Brünn nach Olmütz eine neue Ansiedlung, der 1321 das Mautrecht verliehen wurde. Die erste Erwähnung der Pfarrkirche des hl. Wenzel zu der Tschechen und Welspitz eingepfarrt waren. Besitzer des Dorfes war zu dieser Zeit das Peterskapitel in Brünn. Raußnitz war zur Herrschaft Kritschen untertänig. Nach dem Aufschwung von Neu Raußnitz zu einem prosperierenden Städtchen wurde das Dorf als Alt Raußnitz bezeichnet. Das älteste Ortssiegel stammt aus dem Jahre 1630. Zum Ende des Dreißigjährigen Krieges lagen im Jahre 1647 16 der 20 Wirtschaften des Dorfes öd. Im Hufenregister von 1675 ist das Dorf mit 25 Wirtschaften ausgewiesen. Am 9. Juni 1715 brach im Pfarrstadel ein Brand aus, der das ganze Dorf einschließlich Pfarrhaus und Kirche in Schutt und Asche legte. Dabei schmolzen auch die Kirchenglocken. Bei einem weiteren Großbrand im Jahre 1807 brannte die Kirche erneut aus. 1833 wurde in Alt Raußnitz eine Dorfschule eingerichtet.
Nach der Aufhebung der Patrimonialherrschaften bildete Starý Rousínov  ab 1850 eine Gemeinde in der Bezirkshauptmannschaft Wischau. Seit 1921 wird das Dorf als Rousínovec bezeichnet. 1949 erfolgte die Eingemeindung nach Rousínov. 1991 lebten in dem Dorf 310 Personen. Beim Zensus von 2001 wurden 134 Häuser und 373 Einwohner gezählt.

## Sehenswürdigkeiten
- Pfarrkirche des hl. Wenzel, erbaut 1718–1732
- Statue des hl. Johannes von Nepomuk, geschaffen in der ersten Hälfte des 18. Jahrhunderts
- Gedenktafel für Dominik Špatinka an der Mühle Pavizový mlýn, errichtet 1938
- Jüdischer Friedhof, nördlich des Dorfes
- Wallfahrtskapelle der Sieben Schmerzen Mariens am Lutršték südöstlich des Dorfes, erbaut 1867 bis 1877
- Kapelle an der Quelle am Lutršték
- Wallfahrtskapelle St. Urban, auf dem Urban, südlich des Ortes

## Söhne und Töchter des Ortes
- Dominik Špatinka (1808–1892), Patriot und Abgeordneter zum Reichsbauerntag